# Chac
Pour les articles homonymes, voir Chack (homonymie).

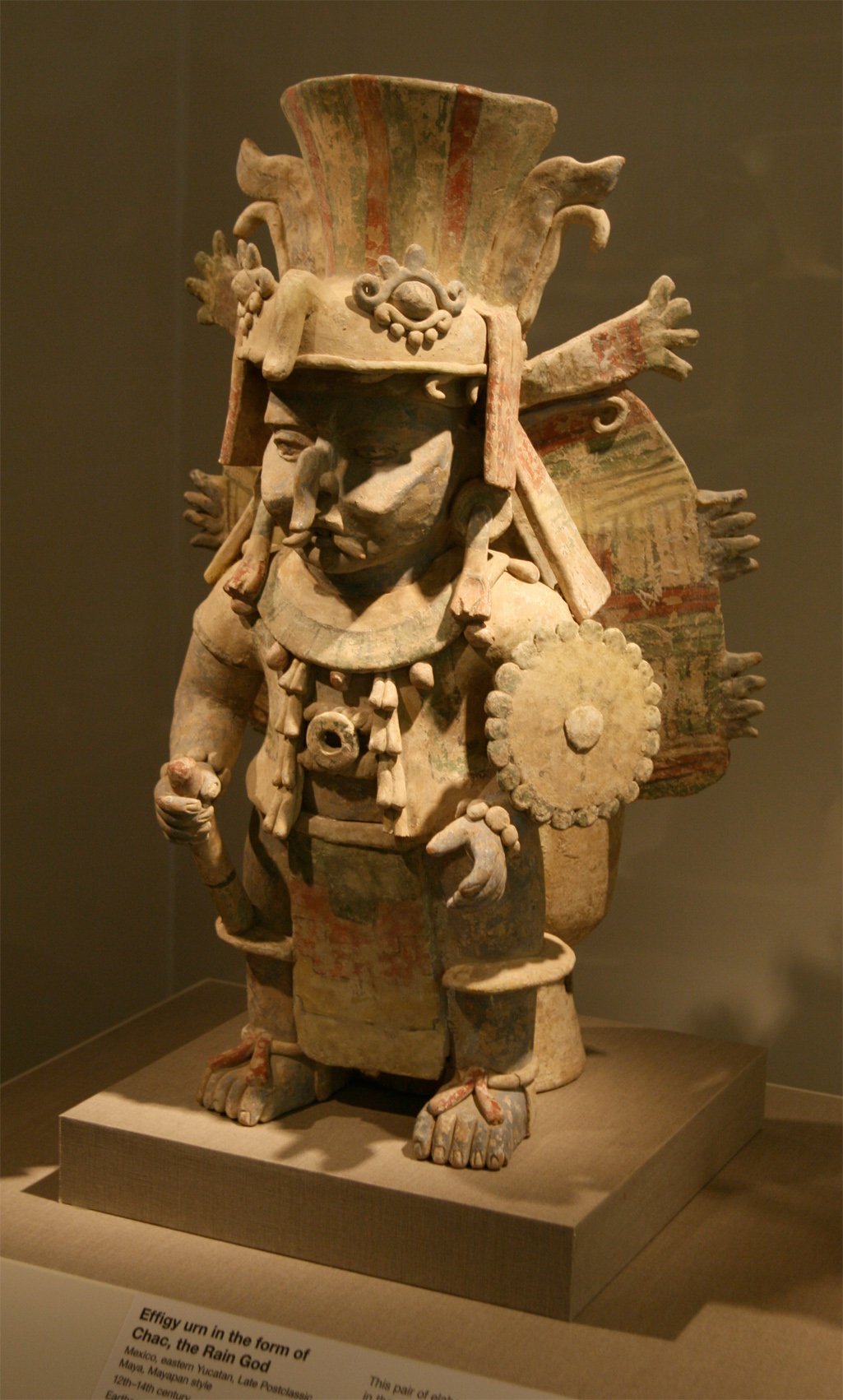
Urne en terre cuite (brûleur d'encens) à l’effigie de Chac (Mayapán, XII-XIV)

Chac (également orthographié Chaac ou, en maya classique, Chaahk) est le dieu de la pluie des Mayas et des Toltèques. Avec sa hache de foudre, Chaac frappe les nuages et déclenche le tonnerre et la pluie. Chaac est l’équivalent du dieu Tlaloc chez les Aztèques.

## Divinités de la pluie et faiseurs de pluie
Comme d'autres dieux mayas, Chaac est à la fois un et multiple. Quatre Chacs correspondent aux points cardinaux et portent les couleurs de ces directions. Au Yucatan au cours du XVIe siècle, le Chaac de l'Est était appelé Chac Xib Chac 'Chaac homme rouge', pour les trois autres, seules les couleurs étaient différentes (blanc pour le Nord, jaune pour le Sud, noir pour l'Ouest) .
Les paysans Mayas Yucatèques de l’époque moderne distinguent beaucoup d’autres caractéristiques de la pluie et des nuages et les personnifient sous la forme de différentes divinités de la pluie, méthodiquement hiérarchisées. Les Mayas Chorti ont conservé dans leur folklore les rituels compliqués des faiseurs de pluie, qui s’adressent aux divinités de la pluie, frappant les serpents porteurs de pluie avec leurs haches.
Aux divinités de la pluie correspondaient des homologues chez les humains. Dans la tradition de la communauté maya (et méso-américaine), l'une des fonctions les plus importantes était celle du faiseur de pluie, qui supposait une proximité intime avec les divinités de la pluie (et, donc, une initiation), ainsi qu’une bonne connaissance de leurs lieux de prédilection et de leurs déplacements. Selon une tradition yucatèque de la période postclassique tardive, Chac Xib Chac (dieu de la pluie de l’Est) était le titre d’un roi de Chichén Itzá , et des titres similaires ont également été décernés aux rois de la période classique (voir ci-dessous).

## Images du grand cycle de l’eau
Un peuple apparenté aux Mayas, les Huaxtèques (teenek), avait une conception cyclique de la circulation de l'eau. Les divinités de la foudre jeunes et viriles qui dominaient le ciel pendant la saison des pluies se transformaient en vieillards décrépits, habitant les mondes terrestres et souterrains ('Grand-père' Mamlab) pendant la saison sèche ; dans l'océan, les vieillards se ressourçaient à nouveau. Cette conception cyclique pourrait bien avoir été partagée par la civilisation maya de la période classique.

## Rituels d’invocation de la pluie
Parmi les rituels destinés à invoquer les divinités de la pluie, la cérémonie yucatèque de Cha-Chaac pour implorer la pluie consistait en un banquet cérémoniel auquel on conviait les divinités de pluie, avec la participation de quatre garçons mimant l’action des grenouilles. Implorer la pluie pour obtenir de bonnes récoltes, tel était également l'objet des rituels du XVIe siècle pratiqués dans les puits karstiques, ou cénotes, du Yucatan, en particulier le puits sacré de Chichén Itzá qui était la demeure de Chaac. De jeunes hommes et de jeunes femmes étaient jetés dans ces puits au lever du jour et on les laissait s'y noyer (pour eux c’était un honneur d’être sacrifiés), de manière à les faire entrer dans le royaume des divinités de la pluie (et, peut-être, devenir leurs compagnons). S’ils n’étaient pas morts à midi, ils devenaient les messagers des dieux et seraient jetés plus tard au fond des puits pour établir à nouveau le contact avec les dieux qui prononceraient des oracles par leur intermédiaire.

## Mythologie
Le dieu de la pluie est le bienfaiteur des cultures. Un mythe bien connu dans lequel les Chaacs (ou les divinités liées à la pluie et aux éclairs) ont un rôle important à jouer pour l'ouverture de la montagne dans laquelle le maïs a été caché. Dans la mythologie des tzotzils, le dieu de pluie est aussi considéré comme le père des femmes nubiles et représenté avec du maïs et des légumes. Dans certaines versions du mythe Q'eqchi du Soleil et de la Lune, la divinité de la pluie Choc (ou Chocl) 'Nuage' est le frère du soleil; ensemble, ils ont vaincu leur vieille mère adoptive et son amant. Plus tard, Chocl commet l’adultère avec la femme de son frère et est puni en conséquence; ses larmes de regret sont à l’origine de la pluie. Certaines versions de ce mythe représentent la divinité de la pluie Chac dans sa fureur guerrière, lancé à la poursuite du Soleil et de la Lune, et les attaquant avec ses éclairs.

## Iconographie

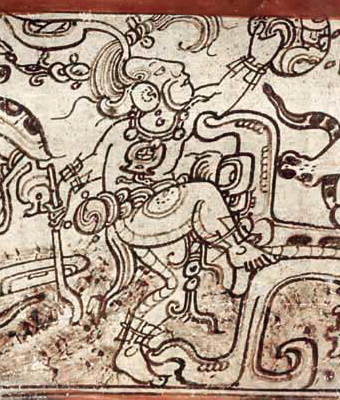
Travesti incarnant la divinité de pluie, période classique

Chaac est généralement représenté avec un corps humain recouvert d’écailles de reptile ou d'amphibien et avec une tête non humaine, pourvue de crocs et d’un long nez. Dans le style classique, un coquillage lui sert d’ornement d'oreille. Il porte souvent le bouclier et la hache de foudre, la hache étant personnifiée par une divinité qui lui est étroitement liée, le dieu K, appelé Bolon Dzacab en yucatèque. Le Chaac de la période classique présente parfois des caractéristiques du Mexique central (Teotihuacan) qui font de lui le précurseur de Tlaloc.

### Faiseurs de pluie
Une grande partie du livre Maya le plus important, le codex de Dresde, est dédié aux Chaacs, à leurs domaines et à leurs activités. Il illustre la relation intime qui existe entre les Chaacs, les Bacabs et la vieille déesse, Ix Chel. La principale source documentaire sur les Mayas yucatèques du XVIe siècle, l’évêque Diego de Landa, regroupe les quatre Chaacs avec les quatre Bacabs et Pauahtuns en un seul et même concept (voir la Relación de las cosas de Yucatán ). Les Bacabs étaient de vieilles divinités qui régissaient la sphère souterraine et ses réserves d'eau, correspondant à la Mamlab huaxtèque mentionnée ci-dessus.

### Guerres
Dans la période classique, le roi personnifiait souvent le dieu de la pluie (ou le serpent de la pluie qui lui est associé), tandis que le pictogramme de la divinité de la pluie pouvait être associé à d'autres noms du roi. Cela pourrait traduire son rôle de faiseur de pluie suprême. Souvent, cependant, on mettait l’accent sur la fureur guerrière du dieu de la pluie (comme c'est également le cas dans le mythe évoqué ci-dessus). De ce fait, le roi personnifiant la divinité de la pluie, il est souvent représenté comme un chef de guerre menant des armées et faisant des prisonniers, tandis que ses actions semblent être assimilées à la violence d'un orage.

### Récits et légendes
On connaît peu de choses sur le rôle exact de Chaac dans les récits mythologiques de la période classique. Il est présent à la résurrection du dieu Maya du maïs, sortant de la carapace d'une tortue qui représente la terre. Ces narrations de 'Scènes de confrontation' sont des récits de nature légendaire. Elles montrent un jeune seigneur et sa suite pataugeant dans les eaux et abordés par des guerriers. L'un de ces guerriers est un homme personnifiant la divinité de la pluie. Il représente probablement un roi ancestral et semble désigné sous le nom de Chac Xib [Chac] . En collaboration avec le Dieu du squelette de la Mort (Dieu A), Chaac semble également présider au rituel initiatique de transformation en jaguar.